# Maison Ehrhard
Pour les articles homonymes, voir Ehrhard.
La maison Ehrhard est un monument historique situé à Thann, dans le département français du Haut-Rhin.

## Localisation
Ce bâtiment est situé au 7, rue de la Première-Armée à Thann.

## Historique
L'édifice fait l'objet d'une inscription au titre des monuments historiques depuis 1946.